# Crianza con apego
La crianza con apego (attachment parenting), término acuñado por el pediatra William Sears, es una corriente basada en los principios de la teoría del apego, término acuñado por el psiquiatra y psicoanalista John Bowlby en la psicología del desarrollo. Según la teoría del apego, un fuerte enlace emocional con los padres durante la infancia, también conocido como apego seguro, es precursor del desarrollo de una personalidad segura e independiente, un buen comportamiento, independencia, y relaciones buenas y sanas. Este tipo de crianza tendrá efectos positivos durante toda la niñez, adolescencia y adultez.

## Historia
La teoría del apego plantea que el niño tiene tendencia a buscar proximidad con una persona y sentirse seguro cuando esa persona está presente; a diferencia del planteamiento de Sigmund Freud, que defendía que el apego era una consecuencia de la necesidad de satisfacer varios deseos. Según la teoría de Bowlby, el apego se considera parte de un sistema biológico y los niños están naturalmente unidos a sus padres porque son seres sociables, no simplemente porque necesitan a otras personas para satisfacer sus deseos; el apego es parte normal del desarrollo del niño.
La psicóloga del desarrollo Mary Ainsworth ideó un procedimiento, llamado La Situación Extraña (The Strange Situation), para observar relaciones del apego entre la madre y el niño. Durante 20 minutos, observó interrupciones generadas en el vínculo madre/niño, y se fijó en que estos afectaban la exploración y el comportamiento del niño hacia la madre. Este análisis del apego ha sido cuestionado recientemente, ya que podría no ser una medida válida para los niños que no experimentan angustia ante el primer encuentro con un extraño. (ej., Clarke-Stewart, Goossens, y Allhusen, 2001).
Según la Attachment Parenting Internacional (API) hay 8 principios que fomentan el apego saludable (seguro) entre los padres/tutores y el niño. Aunque ninguno de esos principios derivan directamente de la investigación original del apego, se presentan como prácticas para “ser padres” que pueden llevar a un “vínculo firme”, a una “receptividad coherente y sensible” y a una “disponibilidad física y emocional” que para la investigación son factores claves para un vínculo seguro.

## Ocho principios de la crianza con apego
La Attachment Parenting International (API), partidarios de la crianza con apego del Dr. Sears, intentan fomentar un vínculo seguro con los hijos mediante ocho principios que se identifican como metas a conseguir por los padres. Estos ocho principios son:
1. Preparación para el embarazo, el nacimiento y la paternidad.
2. Alimentación con amor y respeto.
3. Respuesta sensible a las necesidades del bebé desde que nace.
4. Contacto materno el mayor tiempo posible.
5. Propicio del sueño seguro físicamente y emocionalmente.
6. Propicio del cuidado cariñoso constante.
7. Práctica de la disciplina positiva.
8. Búsqueda del equilibrio entre la vida personal y familiar.

Estos valores se interpretan de diversas maneras por todo el movimiento. Algunos padres afines a la crianza con apego también eligen vivir una forma de vida familiar natural, tal como el parto natural, el nacimiento en casa, criar en casa, educación en el hogar, aprendizaje natural, el movimiento anti-circuncisión, ligas para la libertad de vacunación, salud natural, movimientos de cooperativa y consumo de alimentos orgánicos.
Sin embargo, el Dr. Sears no requiere que los padres sigan estrictamente ningún conjunto de reglas, sino que anima a los padres a ser creativos al responder a las necesidades de sus hijos. La crianza con apego, fuera del modo del Dr. Sears, se centra en las respuestas que respaldan los vínculos seguros.

## Cuidadores
Los partidarios de la crianza con apego consideran importante el apego continuo del niño con su cuidador principal. Sin embargo, muchos contratan cuidadores, independientemente de que uno de los padres permanezca en casa. El cuidado “amigo” de la crianza con apego se centra en resolver las necesidades del niño primero, pero sin rechazar las obligaciones laborales de los padres fuera de casa.

## Disciplina
La crianza con apego busca entender las necesidades biológicas y psicológicas de los niños, y evitar expectativas poco realistas en el comportamiento del niño. Al fijar límites que sean apropiados para la edad del niño, la crianza con apego toma en cuenta cada etapa física y psicológica del desarrollo que el niño está experimentando. De esta manera, los padres pueden intentar evitar la frustración que ocurre cuando esperan cosas que los niños no pueden hacer aún.
La crianza con apego mantiene que es de vital importancia para la supervivencia del niño que sea capaz de comunicar sus necesidades a los adultos y que estas sean atendidas sin demora. El Dr. Sears advierte que mientras el niño es pequeño, es mentalmente incapaz de ninguna manipulación. Sears comenta que durante el primer año de vida, las necesidades y los deseos de un niño son lo mismo. El Dr. Sears y otros partidarios de la crianza con apego piensan que las necesidades no satisfechas aparecen de inmediato intentando satisfacer lo que no fue satisfecho. La crianza con apego observa el desarrollo así como la biología del niño para determinar las respuestas psicológicamente y biológicamente apropiadas para cada etapa. La crianza con apego no significa resolver una necesidad que el niño pueda satisfacer por sí mismo; significa entender cuáles son las necesidades, cuándo se presentan, cómo cambian a lo largo del tiempo y de las circunstancias, y ser flexibles al idear maneras para responder apropiadamente.
Prácticas similares son conocidas como crianza natural, crianza por instinto, crianza intuitiva, crianza de inmersión o crianza en el “concepto del continuum”.

## Críticas
Una crítica a la crianza con apego es que puede ser muy agotadora y exigente para los padres. Sin la ayuda de amigos o de la familia, el trabajo de la crianza puede ser difícil. La escritora Judith Warner afirma que la “cultura de la maternidad total”, de la que ella culpa en parte a la crianza con apego, ha llevado a las madres a una “época de la ansiedad” en la sociedad moderna americana. La socióloga Sharon Haysdel opina que la “ideología de la maternidad intensiva” impone obligaciones poco realistas y perpetúa una vida de “doble turno” para las mujeres trabajadoras.
Otra crítica es que no existe una argumentación concluyente o convincente de la investigación, aparte de los testimonios de los padres que en ella participan, que demuestre que la intensa labor de la crianza con apego es de algún modo superior al modo de “crianza mayoritaria” a largo plazo.

## Situación en España
En España los máximos representantes y pioneros en la crianza con apego son el Doctor Carlos González con su libro “Bésame mucho, cómo criar a tus hijos con amor”, la psicóloga Rosa Jové con su libro "Dormir sin lágrimas" y varias publicaciones más sobre la importancia de la lactancia materna, tanto para el desarrollo físico como emocional del bebé. Ha colaborado en la difusión del apego en las relaciones madre/niño. Dando una alternativa a la corriente mayoritaria.
La Asociación Española de Pediatría anima a los padres a realizar una lactancia prolongada, tal como aconseja la OMS. 
También la Asociación Española de Pediatría ofrece a través de su página diversa información sobre el colecho, clasificándolo como una práctica beneficiosa tanto para la lactancia como para crear un “vínculo seguro” con el bebé, siempre y cuando se realice en forma segura. La Asociación Española de Pediatría comenta, en un informe de la Doctora Ana Gimeno Navarro sobre el cambio de política en la Academia Americana de Pediatría en el colecho, la preocupación tanto de la sección de lactancia de la Academia Americana de Pediatría, como de otras asociaciones pro-lactancia por el cambio de rumbo en las recomendaciones del organismo. Dándole más importancia al chupete (de uso no recomendado durante la lactancia materna) y quitándosela al colecho. Se estima que no se ha realizado un estudio con rigor sobre el colecho, incluyendo formas de colecho no seguro dentro en las estadísticas como posible causa del SMSL. Asociaciones pro-lactancia consideran poco acertada esta recomendación de no colechar en la misma cama, ya que muchos estudios demuestran que compartir la cama es más beneficioso para el lactante y la madre. Ya que favorece una lactancia prolongada la cual es un factor de prevención del SMSL. Indican que son necesarias más investigaciones sobre colecho seguro y sus posibles beneficios o perjuicios.
Acompañado al concepto de crianza con apego existen diversos movimientos relacionados en el embarazo y parto. Como la Asociación el Parto es Nuestro, formada por numerosos profesionales de la medicina. Donde se busca informar a las futuras madres de técnicas de parto más eficientes y más beneficiosas para madre y bebé. A la vez que dan apoyo a madres que han sufrido partos traumáticos a raíz de los protocolos hospitalarios. Los últimos informes de la OMS alertan del creciente y gran número de cesáreas producidas en España de forma rutinaria e innecesarias.
Esta y otras asociaciones apuestan por un parto menos instrumentalizado, donde la madre y el bebé sean los verdaderos protagonistas del parto. Pidiendo que se eliminen diversos protocolos “mecanizados” en la sanidad, no necesarios, donde convierten a la mujer en un mero espectador de su parto. Muchas de las prácticas usuales en los partos hospitalarios no son recomendadas por la OMS, debido a su demostrada ineficacia o se saben contraproducentes para el parto.
Como alternativa a esta “instrumentalización” existen alternativas al parto institucionalizado, como las Clínicas Acuario. Donde facilitan a mujeres y bebés un lugar para el parto que favorezca el vínculo entre madre y bebé. Donde ellas son las protagonistas y el parto transcurre de forma natural. También empiezan a cobrar protagonismo las asociaciones que promueven el parto en casa, como la Asociación Nacer en Casa. Informando a las madres, poniéndolas en contacto con profesionales que asisten el parto en el domicilio. Esta práctica, tal como se refleja en el libro de las matronas Beatrijs Smulders y Mariël Croon “Parto seguro”, es una práctica usual en países como Holanda. Además de ser, según algunos especialistas, una práctica al menos tan segura como un parto medicalizado.
Todo esto conforma un entramado de capas y ramificaciones, que engloba la idea de la crianza con apego dentro de España.
La crianza con apego no está exenta de críticas. Siendo, quizás, uno de los detractores más conocidos el Doctor Eduardo Estivill autor de “Duérmete niño”, basado en el método del Doctor Ferber.
Socialmente, por tradición, se suele asociar la crianza con apego con niños más dependientes, con trastornos de sueño, trastornos alimenticios o de autoestima. De todos modos no existe ningún dato fiable que confirme esto.
Son precisos más estudios y más veraces, que indiquen si realmente la crianza con apego supone un problema futuro para los niños. A pesar de haber algunos estudios que intentan desacreditar este método de crianza, no son concluyentes y están faltos de rigor. En el mismo sentido, los estudios que avalan los beneficios no son completos y en muchos casos se sustentan en la subjetividad de los padres.